# La fábula de las abejas

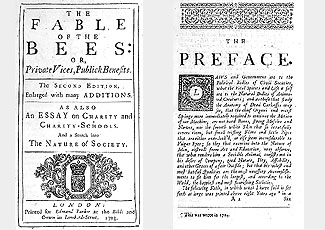

La fábula de las abejas: o, vicios privados, beneficios públicos es un libro de Bernard de Mandeville, que consiste en el poema Las murmuraciones de la colmena: o, los bribones se vuelven honestos, junto con la prosa de discusión del poema. El poema fue publicado en 1705, y el libro apareció por primera vez en 1714. El poema sugiere muchos de los principios claves del pensamiento económico, incluyendo la división del trabajo y la mano invisible, setenta años antes de que estos conceptos fueran completamente dilucidados por Adam Smith. Dos siglos más tarde John Maynard Keynes cita a Mandeville para mostrar que no había «nada nuevo ... en atribuir los males del desempleo ... la insuficiencia de la propensión a consumir», una condición también conocida como la paradoja de la frugalidad, que fue el centro de su propia teoría de la demanda efectiva.

## Puntos de vista económicos
Mandeville hoy es generalmente considerado como un economista y filósofo serio. Produjo un segundo volumen de La Fábula de las Abejas en 1729, con un amplio conjunto de diálogos que establecen sus puntos de vista económicos. Sus ideas sobre la división del trabajo están inspiradas en las de William Petty, y son similares a las de Adam Smith, (que, sin embargo, critica duramente a Mandeville) o Ayn Rand en The Virtue of Selfishness. Adam Smith repitió el principio del proyecto mandevilliano librándolo de su dimensión provocadora. En La riqueza de las naciones, reemplaza la palabra «vicio» por «amor propio». 
La obra, que se vio afectada por las ideas libertinas que se desarrollaban en Europa, quiere ser una crítica a una sociedad hipócrita del inicio del desarrollo industrial, que presenta como virtuoso ocultar sus vicios, que, paradójicamente, según Mandeville, son necesarios para el bienestar colectivo de la sociedad.
Fueron precisamente estos aforismos paradójicos los que estimularon a la imaginación colectiva para dar celebridad a la obra de Mandeville. En ella se argumenta que es la búsqueda de la satisfacción de los vicios (como el lujo, la extravagancia, la envidia, la lujuria, etc.) la que desarrolla y hace prospera a la sociedad, ya que su búsqueda pone en marcha el aumento en el consumo de los más ricos, ayudando a circular dinero y aumentar el trabajo para las clases más pobres.
Aquellos que basan su existencia de acuerdo con el virtuoso principio de contentarse con su condición, de hecho, llevan sus vidas en la resignación y la pereza, dañando la producción industrial, haciendo que crezca la pobreza de la nación y obstaculizando el desarrollo que llevó a Inglaterra a la revolución industrial.
Jean-Jacques Rousseau comentó La fábula de las abejas en la primera parte de su Discurso sobre el origen y los fundamentos de la desigualdad entre los hombres (1754).
Con todo, la teoría de Mandeville es mucho más radical, argumentando que una sociedad no puede al mismo tiempo tener moralidad y prosperidad, y que el vicio, entendido como la búsqueda de su propio interés, es la condición de la prosperidad.

## Argumento
La fábula de las abejas desarrolla en una veta satírica la tesis de la utilidad social del egoísmo. Continúa con que todas las leyes sociales son el resultado de la voluntad egoísta de los débiles para apoyarse mutuamente protegiéndose del más fuerte. Sobre el tema explica en la Fábula que «el trabajo de un millón de personas terminaría pronto, si no hubiese otro millón que consumiera su trabajo [···]. Si uno roba 500 o 1 000 guineas a un viejo avaro que, rico poseedor de casi 100 000 libras esterlinas, gasta solo 50 al año, es seguro que tan pronto como este dinero sea robado, circulará en el comercio y que la nación gana con este robo. Se deriva la misma ventaja que si la misma suma viniera de un arzobispo piadoso que la donara al público».
Su tesis principal es que las acciones de los hombres no pueden separarse en hechos nobles y acciones viles, y que los vicios privados contribuyen al bien público, mientras que las acciones altruistas pueden ser realmente dañinas para el bien común. Por ejemplo, en el campo económico, dice que un libertino actúa por vicio, pero que «su prodigalidad da trabajo a sastres, sirvientes, perfumistas, cocineros y mujeres de mala vida, que a su vez emplean panaderos, carpinteros, etc.». Entonces, la rapacidad y la violencia del libertino benefician a la sociedad en general. Sin embargo, también considera que los pobres deben sacrificarse usando el baño y trabajando para permitir que los ricos se deshagan de su dinero.
Los vicios de los individuos son elementos necesarios para el bienestar y la grandeza de una sociedad. Inglaterra se compara con una colmena corrupta pero próspera, que se queja, sin embargo, de su falta de virtud. Cuando Júpiter les otorga la virtud que demandaban, la consecuencia es una rápida pérdida de prosperidad, aunque a la nueva colmena virtuosa no le importa, y el triunfo de la virtud le cuesta la vida a miles de abejas.